# Paul Khevenhüller

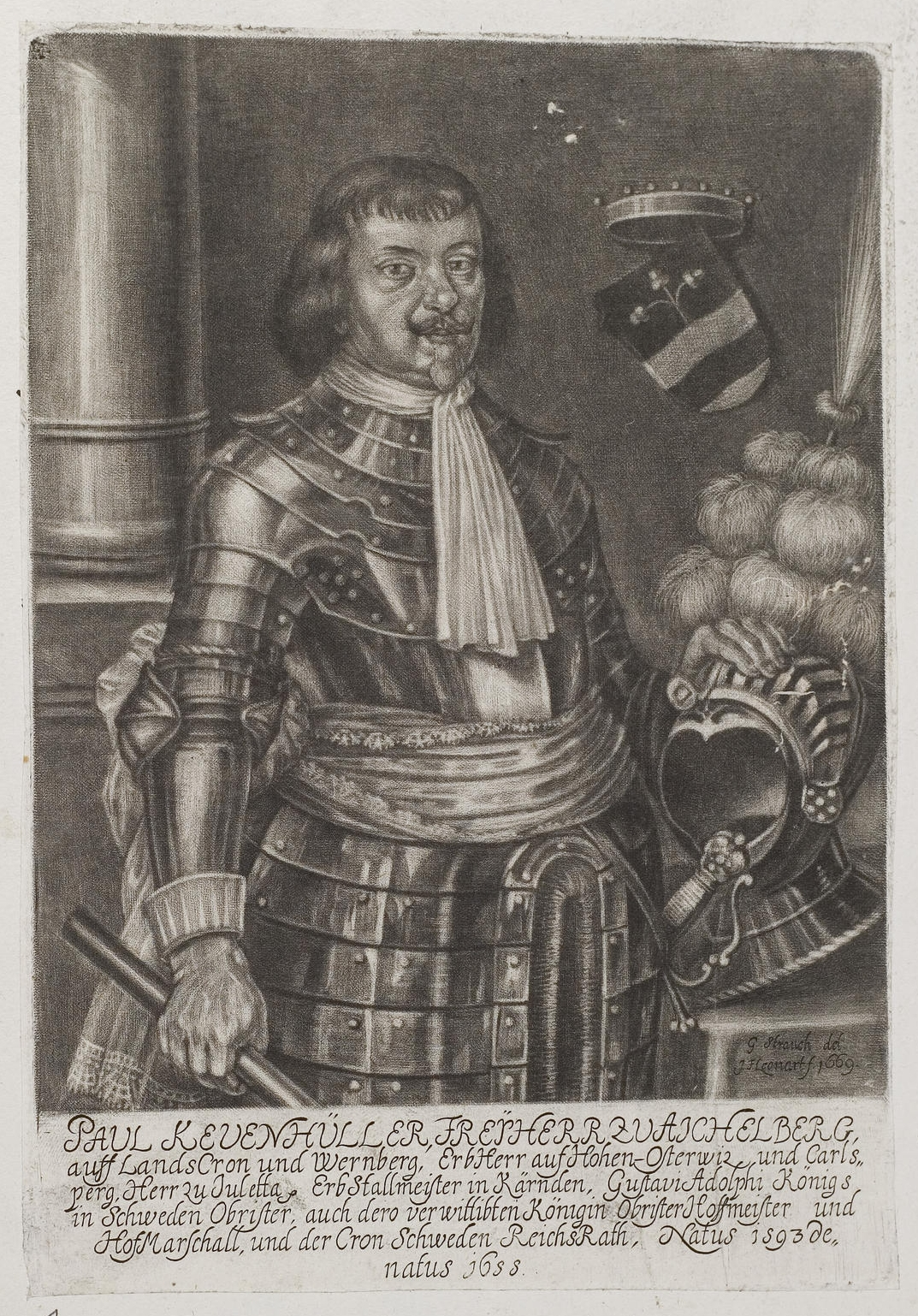
Paul Khevenhüller: Klebeband Nr. 2 der Fürstlich Waldeckschen Hofbibliothek

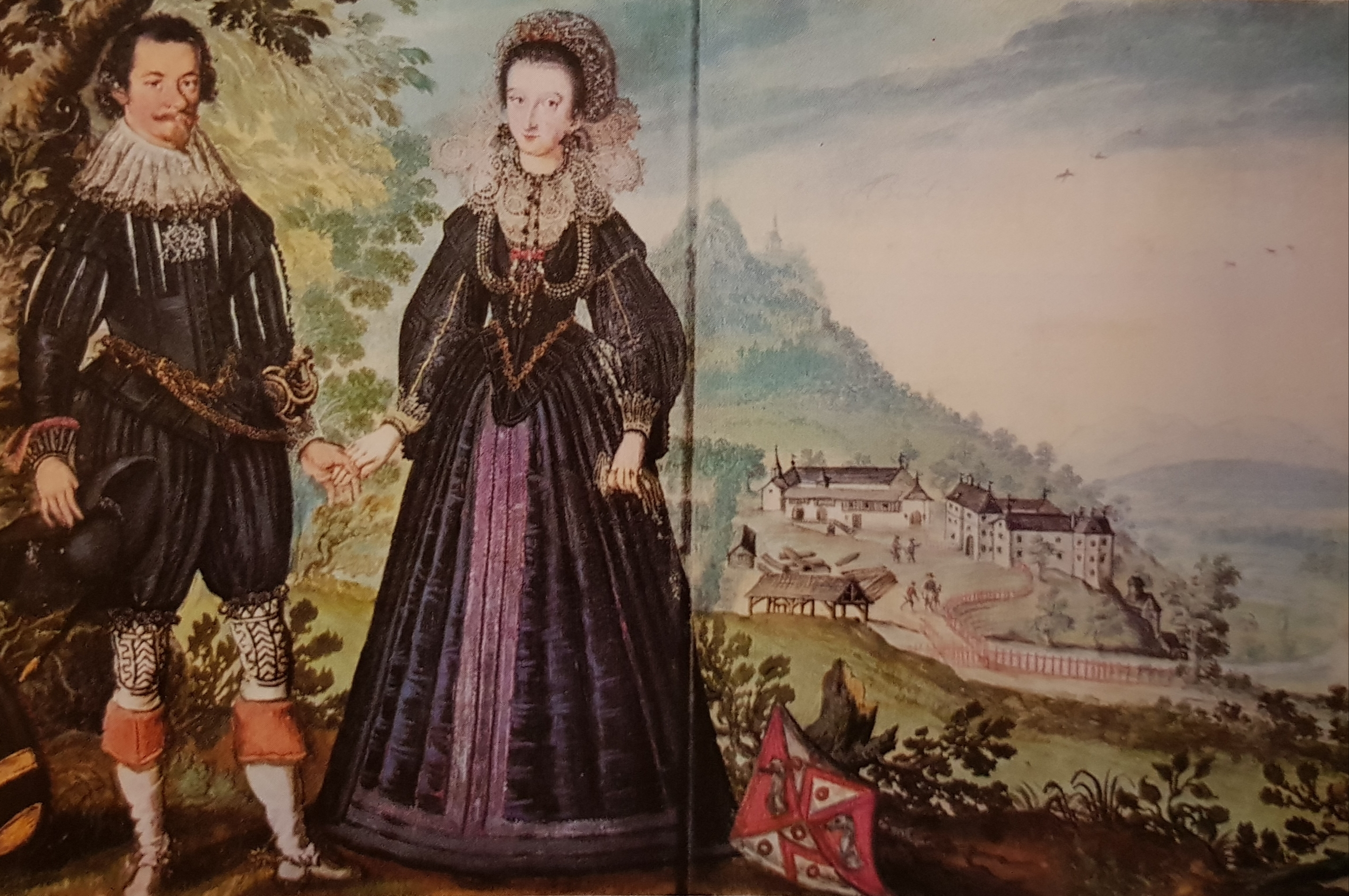
Paul Khevenhüller und seine Frau Regina von Windisch-Grätz

Paul Khevenhüller (* 23. April 1593 in Wernberg in Kärnten; † 9. Dezember 1655 in Stockholm) ein schwedischer Militär Kärntner Herkunft.

## Leben
Paul Khevenhüller wurde im Jahr 1593 als Sohn des kaiserlichen Rats Siegmund III. Khevenhüller zu Hochosterwitz und der Regina von Thannhausen in die bedeutende Kärntner Adelsfamilie der Khevenhüller geboren. Er besuchte die städtische Lateinschule in Lauingen und studierte 1606 in Straßburg, 1607 in Paris und 1608 in Angers. 1612 wurde er kaiserlicher Silberkämmerer. Er heiratete im Jahr 1619 Regina von Windisch-Grätz (1597–1670), mit der er sieben Söhne und sechs Töchter hatte. Die protestantische Familie lebte bis 1628 vorwiegend in Kärnten, Paul Khevenhüller war Burggraf zu Klagenfurt und Erblandesstallmeister in Kärnten.
Ab 1627/28 wurde aber in fast allen habsburgischen Ländern der protestantische landständische Adel zur Konversion zum Katholizismus genötigt. Paul Khevenhüller ging daher mit seiner Familie ebenso wie sein Halbbruder Hans im Jahr 1629 als Exulant nach Nürnberg. Nach dem Kriegseintritt des schwedischen Königs Gustav II. Adolf im Sommer des Jahres 1630 warben die beiden auf eigene Kosten für Schweden ein Reiterregiment, das von Paul Khevenhüller als Obrist kommandiert wurde.
Nach dem Tod Gustav Adolfs in der Schlacht bei Lützen im November 1632 quittierte Paul Khevenhüller den Militärdienst und übersiedelte mit seiner Frau Regina und den Kindern nach Schweden und diente dort als Hofmarschall der Königinwitwe Maria Eleonora. Er erhielt für seine Kriegsausgaben das Gut Julita Gård in Södermanland, das bis ins 19. Jahrhundert im Besitz seiner Nachkommen war. Die Restitution der Khevenhüller in Kärnten bei den Westfälischen Friedensverhandlungen von 1648 wurde für die Familie nicht zufriedenstellend geregelt. 1653 wurde er Reichsrat, Generalmajor und Statthalter in Wollin.
Paul Khevenhüller starb im Jahr 1655 in Stockholm, seine Frau starb im Jahr 1670.